# 11149 Tateshina
11149 Tateshina eller 1997 XZ9 är en asteroid i huvudbältet som upptäcktes den 5 december 1997 av den japanska astronomen Takao Kobayashi vid Ōizumi-observatoriet. Den är uppkallad efter det japanska berget Tateshina-yama som ligger i kommunen Tateshina.
Asteroiden har en diameter på ungefär 3 kilometer.